# 甘茶

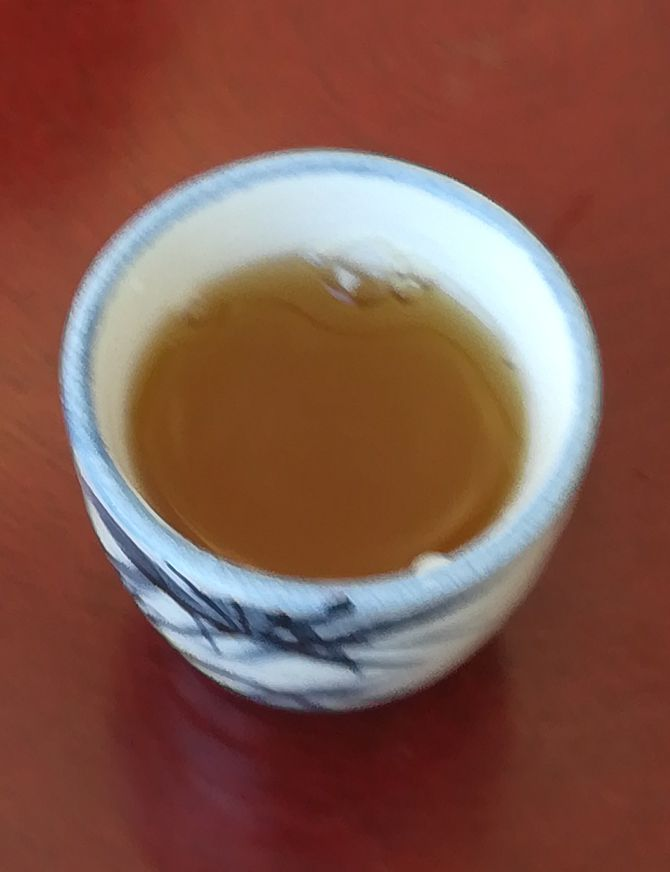
甘茶

甘茶（あまちゃ）とは、アジサイ科の落葉低木のアジサイ（学名：Hydrangea macrophylla）の変種であるアマチャの若葉を、8月下旬に採取し、日干しして乾燥させた物に、水を噴霧し樽などに詰めて24時間発酵させたものを蒸して揉捻し、再度乾燥させたもの。また、それを煎じ、すなわち煮て作った飲料である。
なお、飲料ではなくその元になっている日本や韓国南部原産の植物は学術的には「アマチャ」（学名：Hydrangea macrophylla var. thunbergii）と片仮名表記をする。中国の甜茶とは別種である。これ以降、飲料を指す場合は「甘茶」と漢字で表記し、植物を指す場合は「アマチャ」と片仮名で表記する。
区別
なお、ウリ科のつる性の多年草であるアマチャヅルの葉または全草を、湯などで抽出した茶も「甘茶」という場合もあるが、前者の「アマチャ」を使った茶が、本来の甘茶である。また、緑茶やほうじ茶や麦茶などに砂糖を入れた飲料は、本来の意味での甘茶ではない。当項目では区別する。

## 植物のアマチャ
アマチャは、ガクアジサイ（Hydrangea macrophylla f. normalis）によく似ており、変種と考えられる。発酵前の葉は甘くなく苦い。黒くウーロン茶葉のような外観である。
岐阜県（梶尾）、滋賀県（伊吹山）、兵庫県（宍粟）などに自生している。特に、⻑野県信濃町の甘茶栽培の歴史は古く、元禄14年(1700年)に僧の閑貞が植えて以来、気候風土が適したのか、盛んに栽培されるようになった。一時、消費が落ち生産が少なくなったが、それでも伝統に守られ順調な栽培が行われている。しかし、現状は国内流通量には十分でなく、インドネシアから甘茶が輸入されている。

## 甘茶と灌仏会
飲料としての甘茶は、江戸時代から灌仏会（花祭り）の際に、仏像に注ぎかけることが古くから行われてきた。これは、釈迦の生誕時に八大竜王が、これを祝って産湯に甘露を注いだという故事による風習である。また、潅仏会の甘茶には虫除けの効果もあると信じられ、甘茶を墨に混ぜてすり、四角の白紙に「千早振る卯月八日は吉日よ かみさけ虫を成敗ぞする」と書いて室内や厠の柱にさかさまに貼ると虫除けになるという風習が、かつて日本では見られた。灌仏会が始まった8.9世紀、寺院、宮中では種々の香料を用いた香湯を使っていたが、鎌倉時代になって五香水・五色水になり、江戸時代になり甘茶になった。当時は、甘味の少ない時代であったので、この甘味は貴重だったのかもしれない。常盤津の「はやし詞」に「カッポレカッポレ、アマチャでカッポレ」がある。このカッポレは「活惚」とも書くこともある。

## 飲料の甘茶の性質
飲料の甘茶は、黄褐色で甘味が感じられる。この甘味は、アマチャの生の葉に、フィロズルチンとイソフィロズルチンの配糖体が含まれているためである。この配糖体が、アマチャの葉を乾燥させるなどの加工工程を踏んだ結果、加水分解されて、フィロズルチンとイソフィロズルチンが抽出されやすくなる。この抽出されたフィロズルチンとイソフィロズルチンが、甘味を感じさせる。これらの甘味成分の甘さは、スクロースの400あるいは600 - 800倍、サッカリンの約2倍である。さらに、アマチャの葉には、例えば、フィロズルチンにグルコースが結合された配糖体が含まれる。これが加水分解されているため、理屈の上では、グルコースの甘味も加わる。
なお、アマチャは苦味成分としてタンニンを含むが、カフェインは含まない。
適切な濃度
アマチャは昔から食用とされてきた植物であり、適度な濃さの甘茶を飲用しても害は無い。しかし、あまりに濃過ぎる甘茶を飲むと、中毒を起こして嘔吐する恐れがある。花祭りの際に濃過ぎる甘茶を飲んだ児童が、集団食中毒を起こした事例も報告されている。厚生労働省は濃い甘茶を避け、アマチャの乾燥葉2グラムから3グラム程度を、1リットルの水で煮出す甘茶の作り方を推奨している。

## 薬用
甘味はズルチン類似の物質で糖類ではないため糖尿病に用いられる。
アマチャやアマチャ末は、医療用も含めて一般的な漢方方剤には使用されない生薬ながら、第15改正の日本薬局方にも収録された。抗アレルギー作用、歯周病に効果を有するといわれている。

## 食品添加物
アマチャの抽出物は、日本で食品添加物の化学的合成品以外の食品添加物の中で、甘味料として用いられる場合がある。アマチャ抽出物の使用基準は、定められていない。